# مارجريتا ماتوليان
مارجريتا ماتوليان (بالأرمانية:Մարգարիտա Մատուլյան) فنانة ونحاتة أرمانية، وُلدت في السابع من شهر يونيو (حزيران) عام 1985 في العاصمة الأرمانية يريفان.

## حياتها
وُلدت مارجريتا ماتوليان في عام 1985 في عائلة فنية تنتسب إلى الفنان تيغران ماتوليان. تخرجت مارجرتيا من أكادمية يريفان الوطنية للفنون الجميلة، وهي عضو في اتحاد فناني أرمينيا من عام 2010 . تعمل مارجريتا في «المركز القومي للجماليات» كمعلمة نحت في استوديو كلية الفنون الجميلة. تُعرض أعمال مارجريتا في معرض أرامي للفنون الواقع في يريفان في أرمينيا.
تصنع مارجريتا منحوتات وأعمال من البرونز والنحاس والورق.

## معارض فردية
- 2006: معرض التماثيل البرونزية في معرض ألبرت وتوف بوياجيان في يريفان
- 2010: «التماثيل الورقية» في أكادمية المعارض في يريفان[4]
- 2016: معرض في السفارة الأرمانية في الدنمارك في كوبنهاجن

## معارض جماعية
- 2007: معرض «نونه تومانيان وتلاميذ» التابع لمعرض ألبرت وتوف بوياجيان في يريفان.
- 2007: مسابفة المعرض وأُقيمت في معرض أرمينيا الوطني في يريفان بمناسبة الذكرى الخامسة عشر لتحرير الشوشي.
- 2009: مسابقة معرض الفنانين الصغار في يريفان مخصصة لاتحاد فناني أرمينيا.
- 2009: معرض الثامن من مارس (آذار) في اتحاد فناني أرمينيا في يريفان.
- 2009: المعرض الوطني للجرافك والنحت في اتحاد فناني أرمينيا في يريفان.
- 2010: المعرض الوطني للفنانين الشباب في يريفان حيث حصدت المركز الثاني لمسابقة يوم القديس سارجس لاتحاد فناني أرمينيا.[5]

- 2010: المعرض الوطني في يريفان في الثامن من مارس (آذار) لاتحاد فناني أرمينيا.

- 2010: معرض لذكرى تحرر جمهورية مرتفعات قرة باغ التاسعة عشر.

- 2011: معرض الثامن من مارس (آذار) لاتحاد فناني أرمينيا في يريفان.

- 2011: معرض جماعي لاتحاد فناني أرمينيا.

- 2012: معرض الثامن من مارس (آذار) لاتحاد فناني أرمينيا في يريفان.
- 2012: معرض «ارميه» الجماعي للفنون في يريفان.
- 2012: معرض اتحاد فناني أرمينيا في يريفان.
- 2012: معرض «ارميه» للفنون.
- 2013: معرض أرميه للفنون في العاصمة اللبنانية بيروت.
- 2014: معرض الثامن من مارس (آذار) لاتحاد فناني أرمينيا في يريفان.
- 2014: معرض «ارميه» الجماعي للفنون في يريفان.
- 2014: معرض ارميه للفنون بعنوان «الجمال في النخيل» في العاصمة اللبنانية بيروت.
- 2015: معرض «ارميه» الجماعي للفنون في يريفان
- 2015: معرض «فنانو الرقص» التابع لاتحاد فناني أرمينيا وأُقيم في يريفان في أرمينيا.
- 2016: معرض الثامن من مارس (آذار) لاتحاد فناني أرمينيا في يريفان.

## صور لأعمالها

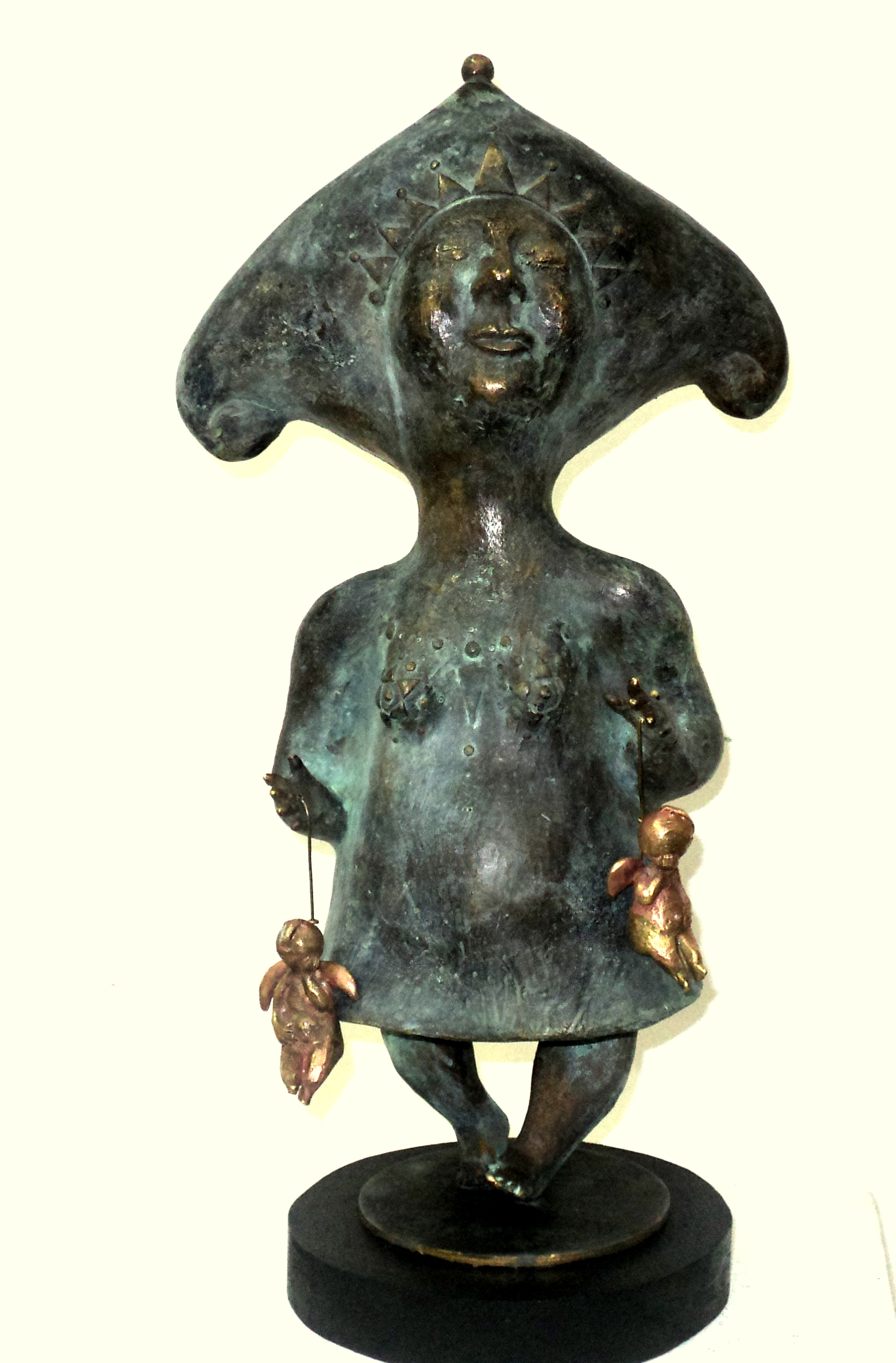
منحوتة من البرونز على شكل مهرج

## وصلات خارجية
- الصفحة الرسمية لمارجريتاماتوليان نسخة محفوظة 13 نوفمبر 2018 على موقع واي باك مشين.
- لقاء مع مارجريتا ماتوليان (باللغة الأرمانية)